# Gotlands Tonsättarskola

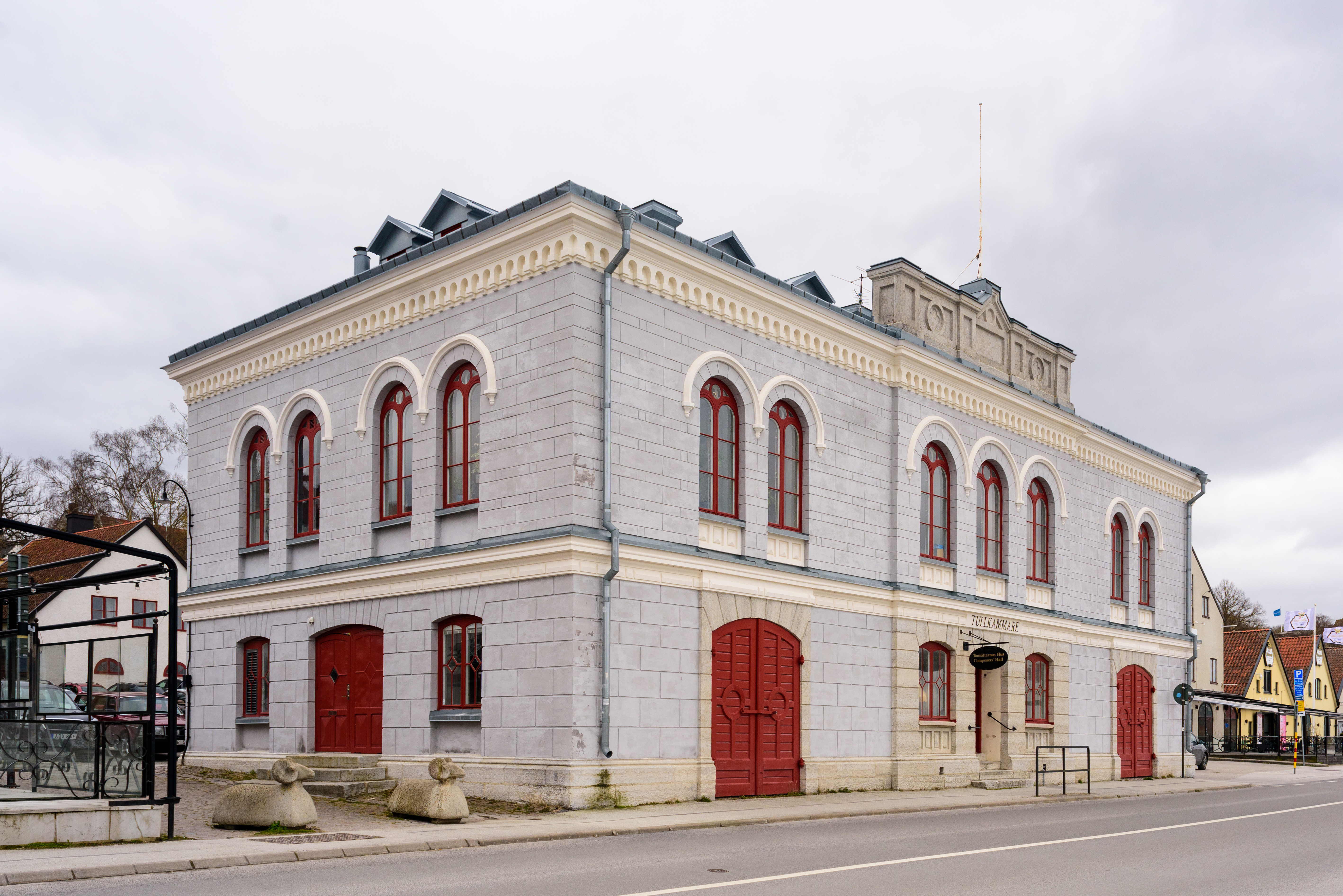
Gotlands Tonsättarskola i det gamla tullhuset på Skeppsbron i Visby.

Gotlands Tonsättarskola är en kompositörsutbildning i Visby med Folkuniversitetet som huvudman. Den har, som den enda skolan i Norden, specialiserat sig på enbart komposition.
Skolan är en kreativ miljö för unga tonsättare. Där finns flyglar, datorsal, elektronmusikstudio och musikbibliotek. Utbildningsledare är tonsättaren och teoripedagogen Mattias Svensson Sandell. Andra undervisande tonsättare är Per Mårtensson och Henrik Strindberg. Sven-David Sandström har arbetat som lärare på skolan.
Varje vår har eleverna en festival kallad Ljudvågor, där elevernas nyskrivna musik framförs av professionella musiker. 
Skolan har ett samarbete med Visby International Centre for Composers, som delar lokaler med skolan. 